# Daito
Daitō (japanska: 大東市?, Daitō-shi) är en stad i Osaka prefektur, Japan. Staden fick stadsrättigheter 1956.

## Källor

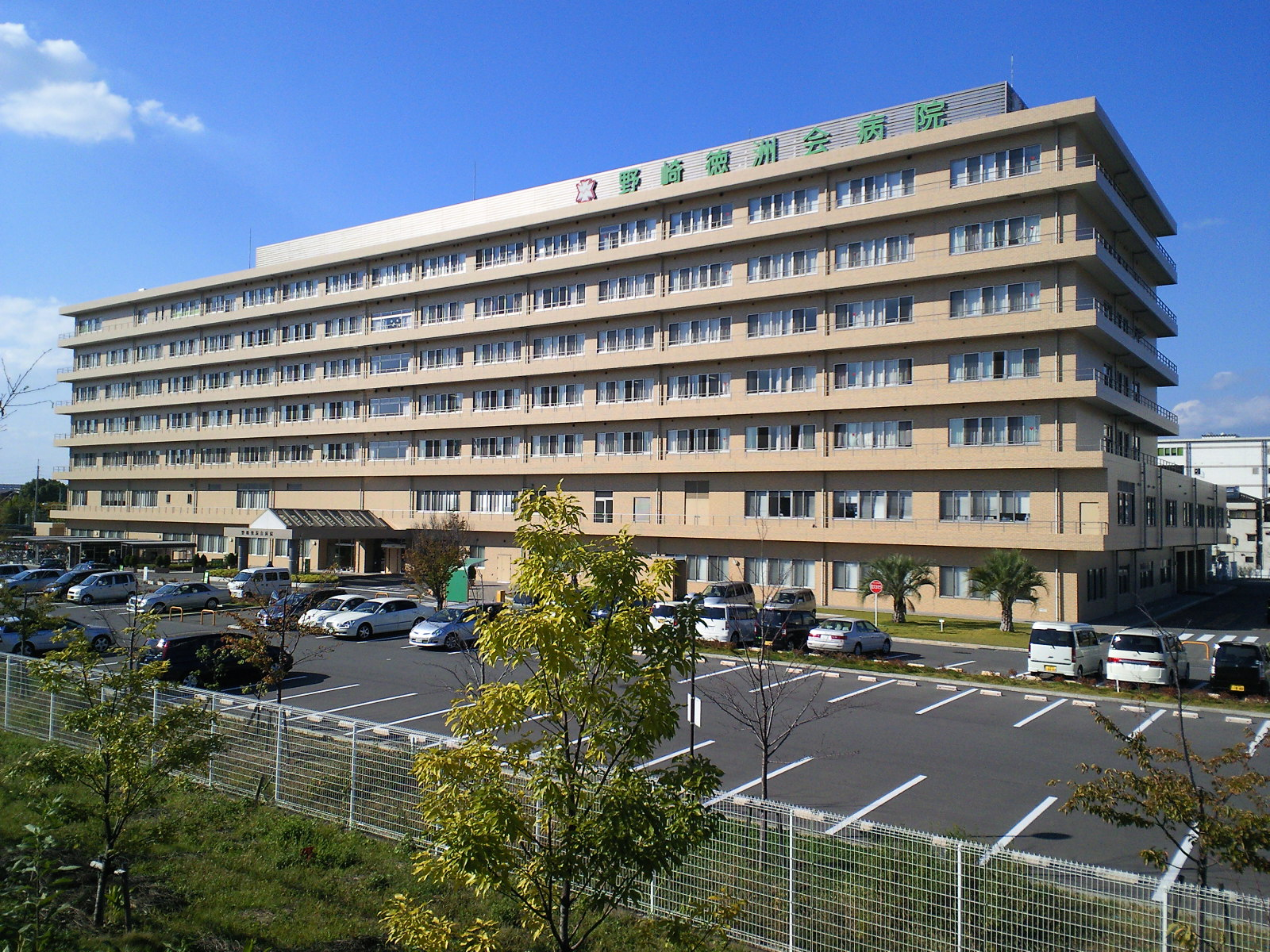
Sjukhuset Nozaki Tokushukai